# Challenger de Ginebra 2013
El Geneva Open Challenger 2013 fue un torneo de tenis profesional que se jugó en tierra batida. Se trató de la 26ª edición del torneo que forma parte del ATP Challenger Tour 2013. Tuvo lugar en Ginebra, Suiza entre el 28 de octubre y el 3 de noviembre.

## Jugadores participantes del cuadro de individuales

### Cabezas de serie
| Favorito | País                        | Jugador             | Ranking1 | Posición en el torneo |
| -------- | --------------------------- | ------------------- | -------- | --------------------- |
| 1        | Bandera de Kazajistán       | Mikhail Kukushkin   | 67       | Baja                  |
| 2        | Bandera de Rusia            | Yevgueni Donskoi    | 78       | Primera ronda         |
| 3        | Bandera de Rusia            | Teimuraz Gabashvili | 93       | Primera ronda         |
| 4        | Bandera de los Países Bajos | Jesse Huta Galung   | 98       | Primera ronda         |
| 5        | Bandera de Rumania          | Adrian Ungur        | 110      | Primera ronda         |
| 6        | Bandera de Eslovaquia       | Martin Kližan       | 112      | Cuartos de final      |
| 7        | Bandera de Alemania         | Jan-Lennard Struff  | 114      | FINAL                 |
| 8        | Bandera de Kazajistán       | Andrey Golubev      | 117      | Cuartos de final      |
| 9        | Bandera de Eslovaquia       | Andrej Martin       | 124      | Segunda ronda         |

- 1 Se ha tomado en cuenta el ranking del día 21 de octubre de 2013.

### Otros participantes
Los siguientes jugadores ingresaron al cuadro principal invitados por la organización del torneo (WC):
- Stéphane Bohli
- Sandro Ehrat
- Karen Jachanov
- Alexander Ritschard

Los siguientes jugadores ingresaron al cuadro principal tras participar en la fase clasificatoria (Q):
- Gregory Burquier
- Matteo Donati
- Michael Lammer
- Yann Marti

## Campeones

### Individual Masculino
- Malek Jaziri derrotó en la final a  Jan-Lennard Struff 6–4, 6–3

### Dobles Masculino
- Oliver Marach /  Florin Mergea derrotaron en la final a  František Čermák /  Philipp Oswald 6–4, 6–3